# 친구애인 (2016년 영화)
친구애인은 한국에서 제작된 박범수 감독의 2016년 멜로/로맨스 영화이다. 지오 등이 주연으로 출연하였다.

## 출연
- 지오
- 해일